# Лацарето (Бреша)
Лацарето је насеље у Италији у округу Бреша, региону Ломбардија.
Према процени из 2011. у насељу је живело 114 становника. Насеље се налази на надморској висини од 190 м.